# Octavian Hoandră
Octavian Hoandră (n. 19 decembrie 1958, Sibiu, România) este un scriitor, artist plastic și jurnalist. Membru al Uniunii Artiștilor Plastici Profesioniști din România. 

## Activitatea profesională
A fost redactor la săptămânalul clujean Nu!, apoi, șef departament Investigații la Ziua de Ardeal, Ziua de Cluj, Evenimentul zilei ș.a. Realizator de emisiuni la Realitatea TV. Este membru al Uniunii Artiștilor Plastici Profesioniști. A avut expoziții de ceramică la Sibiu, Cluj-Napoca, Bremen, Tübingen, Viena.  
În 1985 este semnalat cu intenții de trecere frauduloasă a frontierei, perioadă în care a fost membru al cenaclului „Lumina”, de pe lângă Casa de cultură a sindicatelor din Sibiu.

## Cărți publicate
- Dreptul la frică (roman), Editura Exe, Cluj-Napoca, 1992.
- Praful roșu (proză scurtă), Editura Arhipelag, Târgu-Mureș, 1995.
- Eclipsa de la capătul tunelului (publicistică), Editura Dacia, Cluj-Napoca, 1996.
- Vremea hienelor (publicistică), Editura Presa Universitară Clujeană, Cluj-Napoca, 2007.
- Cum a murit România, cum am murit eu (publicistică), Editura Eikon, Cluj-Napoca, 2010.
- Jurnal la Klausenburg (poeme), Editura Eikon, Cluj-Napoca, 2011.
- Journal à Klausenburg (poeme), Éditions Edilivre, Paris, 2013.
- Opiniile unui străin absolut (eseuri), Editura Eikon, Cluj-Napoca, 2014.
- Ianuarie și alte amărăciuni (poeme), Editura Eikon, Cluj-Napoca, 2014.
- Fiecare pustiu cu vorbele lui (poeme), Editura Eikon, Cluj-Napoca, 2014.
- Les Opinions d'un étranger absolu (eseuri), Éditions Edilivre, Paris, 2014.

## Premii
- „Distincția Culturală” a Academiei Române.[3], [4]